# Caecilia subterminalis
Caecilia subterminalis là một loài lưỡng cư thuộc họ Caeciliidae.
Đây là loài đặc hữu của Ecuador.